# Association for Women Geoscientists
L'Association for Women Geoscientists (AWG, en français « Association pour les femmes géoscientifiques ») est une organisation qui favorise le développement professionnel, fournit des opportunités de recherches et de carrières, et encourage les femmes à devenir des scientifiques des sciences de la Terre. L'adhésion est ouverte à tous ceux qui soutiennent les objectifs de l'organisation (femmes et aux hommes): professionnels dans l'industrie, gouvernements, musées et universités, étudiants d'universités.

## Histoire
AWG fut fondée à San Francisco en 1977 avec l'objectif d'encourager les femmes à s'impliquer dans le domaine des géosciences, un choix de carrière où elles étaient largement sous-représentées à l'époque. Aujourd'hui, certains progrès ont été réalisés, avec près de 1 200 membres étudiants et scientifiques, reflétant l'augmentation de la participation des femmes dans les sciences de la terre. AWG est une mutual benefit corporation avec des branches locales dans de nombreuses villes des États-Unis et des membres résident partout dans le monde,.

## Activités
La société propose et finance plusieurs programmes qui visent à atteindre les objectifs de la société: bourses d'études, prix (AWG Outstanding Educator Award, Distinguished Lecturer Program), travail de terrain.

## Membres notables
- Claudia Alexander
- Francisca Oboh Ikuenobe
- Sharon Mosher
- Sarah K. Noble